# Chloé Dygert
Chloé Dygert   (Brownsburg, 1 de gener de 1997) és una ciclista estatunidenca que combina la carretera amb la pista. Actualment milita a l'equip Canyon-SRAM Racing. En pista ha guanyat la medalla de plata als Jocs Olímpics de Rio, la de bronze als de Tòquio en la prova de Persecució per equips i una altra de bronze als de París en contrarellotge i vuit medalles d'or als Campionat del Món. En carretera destaquen els campionats del món de ciclisme en contrarellotge de 2019 i 2023.

## Palmarès en ruta
- 2015
  -  Campiona del món júnior en ruta
  -  Campiona del món júnior en contrarellotge
  -  Campiona dels Estats Units júnior en ruta
  -  Campiona dels Estats Units júnior en contrarellotge
- 2017
  - 1a als Campionats Panamericans en contrarellotge
- 2018
  - Vencedora d'una etapa a la Joe Martin Stage Race
  - Vencedora de 2 etapes al Tour de Gila
- 2019
  -  Campiona del món de ciclisme en contrarellotge
  - 1a en la contrarellotge individual dels Jocs Panamericans
  - 1a a la Joe Martin Stage Race i vencedora de 2 etapes
  - 1a a la Colorado Classic i vencedora de 4 etapes
  - 1a a la Chrono Kristin Armstrong
  - Vencedora de 2 etapes al Tour de Gila
- 2021
  -  Campiona dels Estats Units en contrarellotge
- 2023
  -  Campiona del món de ciclisme en contrarellotge
  -  Campiona dels Estats Units de ciclisme en ruta
  -  Campiona dels Estats Units en contrarellotge
  - Vencedora d'una etapa a la RideLondon-Classique
- 2024
  -  Medalla de bronze en contrarellotge als Jocs Olímpics[4]
- 2025
  - Vencedora d'una etapa a la Women's Tour Down Under

### Resultats a les Grans Voltes

#### Giro d'Itàlia
- 2023: 32a posició

#### Tour de França
- 2024: Abandona a la 8a etapa
- 2025: No surt a la 9a etapa

#### Volta a Espanya
- 2025: No surt a la 3a etapa

## Palmarès en pista
- 2016
  -  Medalla de plata als Jocs Olímpics de Rio de Janeiro en Persecució per equips (amb Sarah Hammer, Kelly Catlin i Jennifer Valente)
  -  Campiona del món en Persecució per equips (amb Jennifer Valente, Kelly Catlin i Sarah Hammer)
- 2017
  -  Campiona del món en Persecució
  -  Campiona del món en Persecució per equips (amb Jennifer Valente, Kelly Catlin i Kimberly Geist)
- 2018
  -  Campiona del món en Persecució
  -  Campiona del món en Persecució per equips (amb Jennifer Valente, Kelly Catlin i Kimberly Geist)
- 2019
  - Campiona dels Jocs Panamericans en Persecució per equips
- 2020
  -  Campiona del món en Persecució
  -  Campiona del món en Persecució per equips
- 2023
  -  Campiona del món en Persecució

### Resultats a laCopa del Món
- 2016-2017
  - 1a a la Classificació general i a la prova de Los Angeles, en Persecució
  - 1a a Los Angeles, en Persecució per equips